# Lonomia obliqua

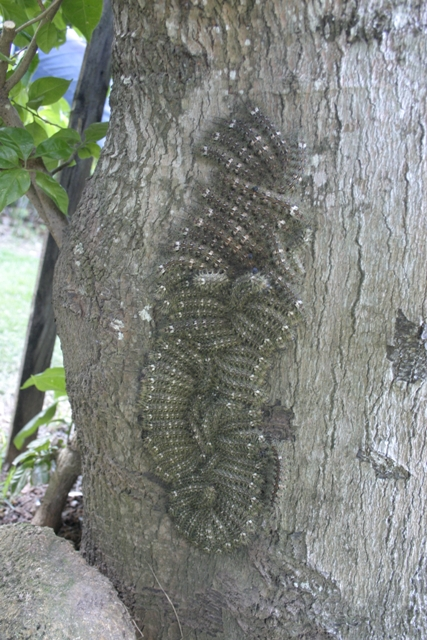
Hábito gregário de Lonomia obliqua.

A taturana-oblíqua (Lonomia obliqua) é uma espécie de lagarta de mariposa. Essa espécie é conhecida por sua capacidade urticante durante o seu período larval e pelos graves acidentes que pode provocar quando suas cerdas entram em contato com a pele de seres humanos – o que torna este um inseto de grande importância médica.
Os primeiros registros de acidentes com seres humanos causados por este tipo de inseto no Brasil datam de 1989. São conhecidos ao menos seis casos de morte em decorrência de acidentes com essa espécie dentre cerca de 800 casos de ferimentos registrados até o ano de 1997. O único tratamento disponível para a intoxicação pela toxina dessa taturana é o soro antilonômico produzido apenas pelo Instituto Butantan.
O contato com as cerdas pontiagudas do animal faz com que o veneno contido nos espinhos seja injetado em quem a toca. Na maioria dos casos, a dor é intensa, similar à queimadura. Os sintomas principais são inchaço, vermelhidão e até íngua. Raramente ocorrem complicações como insuficiência renal ou sangramento intenso. Pode causar também, além das alterações no local do contato, mudança na coagulação do sangue e, consequentemente, sangramentos na gengiva, urina e em outras regiões do corpo.

## Ciclo vital

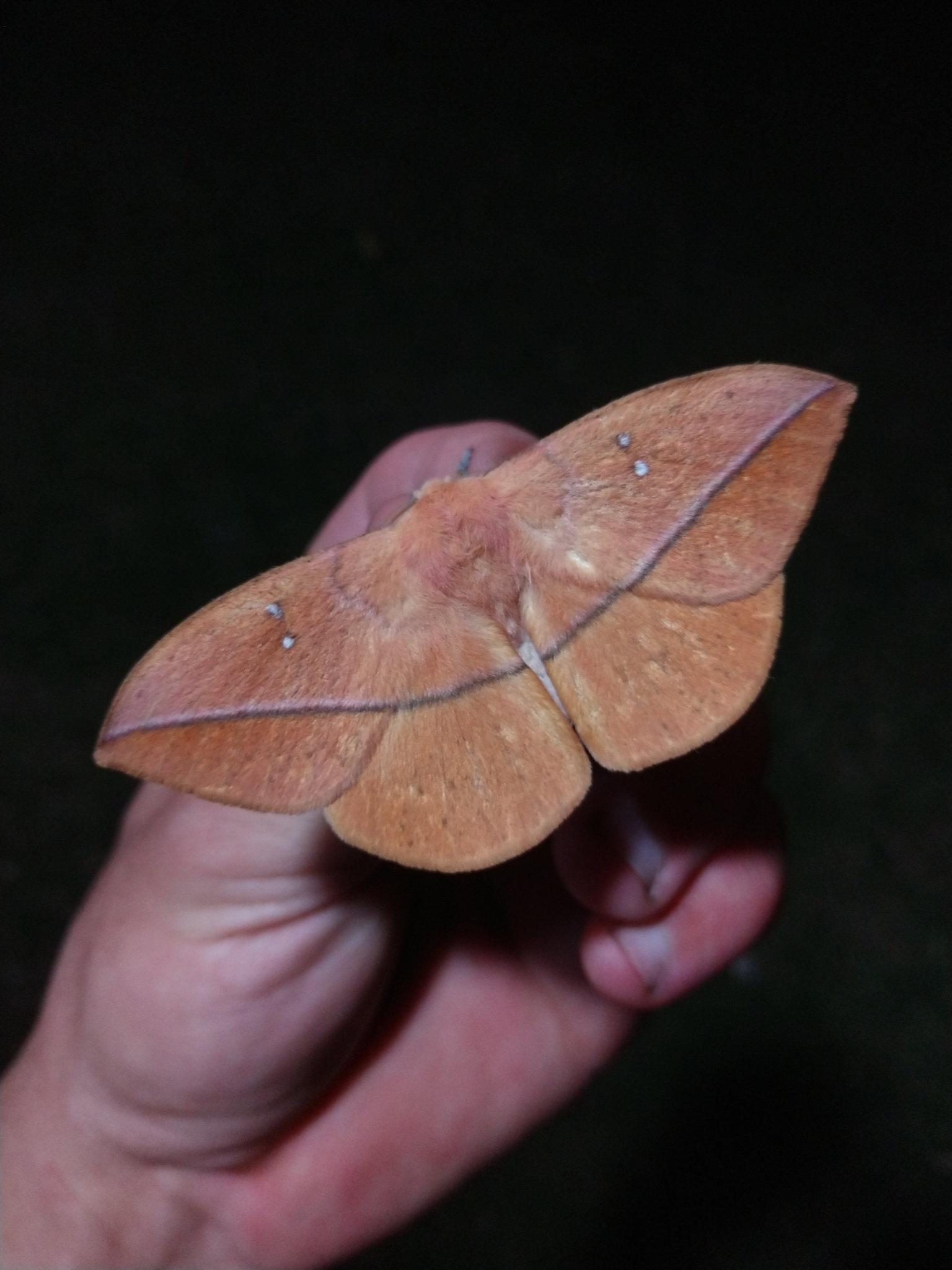
Lonomia obliqua adulta.

As mariposas Lonomia obliqua possuem hábitos noturnos e vivem de 8 a 10 dias. Neste período, não se alimentam, apenas se acasalam. Fazem a postura dos ovos em folhas de plantas que servirão de alimento para as futuras lagartas.
Os ovos permanecem incubados de 15 a 30 dias. Após esse período, eles se rompem, surgindo então as lagartas.
À noite, as lagartas se alimentam das folhas da planta hospedeira. Durante o dia, ficam agrupadas no tronco, em repouso. Esta fase dura em média 90 dias. Após crescerem, descem para as partes mais baixas do tronco, próximo ao solo, onde se transformarão em pupas. Neste período, causam o maior número de acidentes.
As pupas permanecem no solo sob restos vegetais por um período que pode variar de 30 a 100 dias, dependendo das condições climáticas. Após esse período, emergem das pupas as mariposas, reiniciando o ciclo na natureza.
Ovos, pupas e mariposas do gênero Lonomia não causam acidentes.
Nativa das matas do sul do Brasil, viviam em comunidades sobre cedros e aroeiras. Com o desmatamento passou a viver em pomares domésticos e são encontradas em outras regiões do Brasil. Alguns de seus inimigos naturais conhecidos são duas espécies de moscas e uma de vespa. Elas põem ovos no corpo da lagarta e depois que os ovos eclodem, suas larvas devoram a lagarta. Desde que foi desenvolvido o soro antilonômico e com intermédio do mais imediato atendimento médico, os acidentes com esta taturana deixaram de ser fatais.